# NHL Entry Draft 1996
NHL Entry Draft 1996 był 34. draftem NHL w historii. Odbył się w dniach 22 czerwca w Kiel Center w Saint Louis.

## Draft 1996

### Runda 1
| #  | Zawodnik                | Narodowość        | Drużyna NHL                                 | Klub macierzysty                  |
| -- | ----------------------- | ----------------- | ------------------------------------------- | --------------------------------- |
| 1  | Chris Phillips (O)      | Kanada            | Ottawa Senators                             | Prince Albert Raiders (WHL)       |
| 2  | Andriej Ziuzin (O)      | Rosja             | San Jose Sharks                             | Saławat Jułajew Ufa               |
| 3  | Jean-Pierre Dumont (PS) | Kanada            | New York Islanders                          | Val-d’Or Foreurs (QMJHL)          |
| 4  | Aleksandr Wołczkow (LS) | Rosja             | Washington Capitals (z Los Angeles Kings)   | Barrie Colts (OHL)                |
| 5  | Ric Jackman (O)         | Kanada            | Dallas Stars                                | Sault Ste. Marie Greyhounds (OHL) |
| 6  | Boyd Devereaux (C)      | Kanada            | Edmonton Oilers                             | Kitchener Rangers (OHL)           |
| 7  | Erik Rasmussen (C)      | Stany Zjednoczone | Buffalo Sabres                              | University of Minnesota (WCHA)    |
| 8  | Johnathan Aitken (O)    | Kanada            | Boston Bruins (z Hartford Whalers)          | Medicine Hat Tigers (WHL)         |
| 9  | Rusłan Salej (O)        | Białoruś          | Mighty Ducks of Anaheim                     | Las Vegas Thunder (IHL)           |
| 10 | Lance Ward (O)          | Kanada            | New Jersey Devils                           | Red Deer Rebels (WHL)             |
| 15 | Dainius Zubrus (PS)     | Litwa             | Philadelphia Flyers (z Toronto Maple Leafs) | Pembroke Lumber Kings (COJHL)     |
| 21 | Marco Sturm (LS)        | Niemcy            | San Jose Sharks (z Chicago Blackhawks)      | EV Landshut                       |

### Runda 2
| #  | Zawodnik             | Narodowość        | Drużyna NHL                                                        | Klub macierzysty                  |
| -- | -------------------- | ----------------- | ------------------------------------------------------------------ | --------------------------------- |
| 35 | Matt Cullen (C)      | Stany Zjednoczone | Mighty Ducks of Anaheim                                            | St. Cloud State University (WCHA) |
| 43 | Jan Bulis (C)        | Czechy            | Washington Capitals                                                | Barrie Colts (OHL)                |
| 47 | Pierre Dagenais (LS) | Kanada            | New Jersey Devils (z Chicago Blackhawks przez Tampa Bay Lightning) | Moncton Alpines (QMJHL)           |
| 49 | Colin White (O)      | Kanada            | New Jersey Devils (z Pittsburgh Penguins)                          | Hull Olympiques (QMJHL)           |
| 51 | Jurij Babienko (C)   | Rosja             | Colorado Avalanche                                                 | Krylja Sowietow Moskwa            |

### Runda 3
| #  | Zawodnik              | Narodowość | Drużyna NHL                            | Klub macierzysty  |
| -- | --------------------- | ---------- | -------------------------------------- | ----------------- |
| 56 | Zdeno Chára (O)       | Słowacja   | New York Islanders                     | HC Dukla Trenczyn |
| 65 | Oleg Kwasza (C)       | Rosja      | Florida Panthers (z Vancouver Canucks) | CSKA Moskwa       |
| 76 | Dmitrij Subbotin (LS) | Rosja      | New York Rangers                       | CSKA Moskwa       |

### Runda 4
| #   | Zawodnik              | Narodowość | Drużyna NHL                                                      | Klub macierzysty          |
| --- | --------------------- | ---------- | ---------------------------------------------------------------- | ------------------------- |
| 81  | Antti-Jussi Niemi (O) | Finlandia  | Ottawa Senators                                                  | Jokerit                   |
| 89  | Toni Lydman (O)       | Finlandia  | Calgary Flames (wyrównawczo)                                     | Reipas Lahti              |
| 96  | Éric Bélanger (C)     | Kanada     | Los Angeles Kings (z Toronto Maple Leafs)                        | Beauport Harfangs (QMJHL) |
| 103 | Władimir Antipow (LS) | Rosja      | Toronto Maple Leafs (z Chicago Blackhawks przez Phoenix Coyotes) | Torpedo Jarosław          |
| 105 | Michal Rozsíval (O)   | Czechy     | Pittsburgh Penguins                                              | HC Dukla Jihlava          |

### Runda 5
| #   | Zawodnik            | Narodowość | Drużyna NHL     | Klub macierzysty  |
| --- | ------------------- | ---------- | --------------- | ----------------- |
| 119 | Richard Lintner (O) | Słowacja   | Phoenix Coyotes | HC Dukla Trenczyn |
| 122 | Josef Straka (C)    | Czechy     | Calgary Flames  | HC Litvínov       |

### Runda 6
| #   | Zawodnik             | Narodowość        | Drużyna NHL                                                       | Klub macierzysty              |
| --- | -------------------- | ----------------- | ----------------------------------------------------------------- | ----------------------------- |
| 136 | Andreas Dackell (PS) | Szwecja           | Ottawa Senators                                                   | Brynäs IF                     |
| 139 | Robert Esche (B)     | Stany Zjednoczone | Phoenix Coyotes (z Los Angeles Kings)                             | Detroit Whalers (OHL)         |
| 140 | Dmytro Jakuszyn (O)  | Ukraina           | Toronto Maple Leafs (z Dallas Stars)                              | Pembroke Lumber Kings (COJHL) |
| 152 | Nikołaj Ignatow (O)  | Rosja             | Tampa Bay Lightning (z Tampa Bay Lightning przez St. Louis Blues) | CSKA Moskwa                   |

### Runda 7
| #   | Zawodnik         | Narodowość | Drużyna NHL                        | Klub macierzysty              |
| --- | ---------------- | ---------- | ---------------------------------- | ----------------------------- |
| 169 | Daniel Corso (C) | Kanada     | St. Louis Blues (z Buffalo Sabres) | Shawinigan Cataractes (QMJHL) |
| 179 | Pavel Kubina (O) | Czechy     | Tampa Bay Lightning                | HC Vítkovice                  |

### Runda 8
| #   | Zawodnik              | Narodowość | Drużyna NHL         | Klub macierzysty            |
| --- | --------------------- | ---------- | ------------------- | --------------------------- |
| 192 | Jewgienij Korolow (O) | Rosja      | New York Islanders  | Peterborough Petes (OHL)    |
| 193 | Kai Nurminen (LS)     | Finlandia  | Los Angeles Kings   | HV71                        |
| 194 | Joel Kwiatkowski (O)  | Kanada     | Dallas Stars        | Prince George Cougars (WHL) |
| 204 | Tomáš Kaberle (O)     | Czechy     | Toronto Maple Leafs | Poldi Kladno                |

### Runda 9
| #   | Zawodnik                  | Narodowość | Drużyna NHL                             | Klub macierzysty            |
| --- | ------------------------- | ---------- | --------------------------------------- | --------------------------- |
| 228 | Ronald Petrovický (PS)    | Słowacja   | Calgary Flames                          | Prince George Cougars (WHL) |
| 229 | Konstantin Szafranow (PS) | Kazachstan | St. Louis Blues                         | Fort Wayne Komets (IHL)     |
| 239 | Sami Salo (O)             | Finlandia  | Ottawa Senators (z Philadelphia Flyers) | TPS                         |

Legenda: B – bramkarz, O – obrońca, C – center, LS – lewoskrzydłowy, PS – prawoskrzydłowy.